# Скопинская Талица
Скопинская Талица — река в России, протекает по Свердловской области. Устье реки находится в 195 км по правому берегу реки Реж. Длина реки Скопинской Талицы составляет 11 км.

## Данные водного реестра
По данным государственного водного реестра России, Скопинская Талица относится к Иртышскому бассейновому округу, речному бассейну Иртыша, речному подбассейну Тобола. Водохозяйственный участок — Реж (без реки Аяти от истока до Аятского гидроузла) и Нейва (от Невьянского гидроузла) до их слияния.
Код объекта в государственном водном реестре — 14010501812111200006723.